# Antonio del Carretto

Stemma della famiglia Del Carretto

Antonio del Carretto (Piemonte o Liguria, XIII secolo – Sicilia, XIV secolo) barone di Calatabiano, Siculiana, Racalmuto, fu un membro degli aleramici Del Carretto, capostipite di un ramo siciliano che si estinse nel Settecento.

## Biografia
Antonio del Carretto era il figlio minore di Antonio marchese del Finale dal 1268 al 1313 e di Leonora Fieschi. Sua nonna paterna era Caterina da Marano, figlia illegittima di Federico II. I Del Carretto erano una delle principali famiglie ghibelline dell'Italia settentrionale. 
Nel primo decennio del Trecento si trasferì in Sicilia, dove nel 1307 sposò Costanza  Chiaromonte, figlia di Federico II Chiaromonte barone di Racalmuto ed esponente della fazione dei Latini, i ghibellini siciliani. Morì poi a Palermo nel 1321. 
Con il matrimonio Antonio divenne barone di Calatabiano e Siculiana. Alla morte del padre (1313) sua moglie Costanza ereditò la baronia di Racalmuto, che donò il 30 agosto 1344 al figlio Antonio. 
Benché i del Carretto gestissero il potere in modo consortile, Antonio trasse ben poco frutto dai suoi diritti sul marchesato di Finale, coinvolto allora nelle lotte interne genovesi sul fronte più debole.
Antonio e i suoi discendenti (anch'essi perlopiù chiamati Antonio), quindi, ebbero improduttive controversie con il ramo finalese, fino a rinunciare a ogni diritto poco dopo il 1381.
La linea maschile di questo ramo siciliano fiorì sino al Settecento.